# 이장섭
이장섭(李將燮, 1963년 5월 14일~)은 대한민국의 시민사회 운동가 출신 정치인, 공무원이다. 제21대 국회의원이다.
1986년 민주화운동협의회 충북지회 상임위원으로 활동한 뒤 시민단체에서 활동하였다. 16대 국회의원 선거 당시 낙선한 노영민의 측근이 되었고, 이후 국회의원 노영민의 보좌관, 정세균 국회의장 비서실 비서관 등을 역임했고, 18대 대선 당시 문재인 후보자 캠프에서 활동하였다. 2017년 5월 11일 문재인이 대한민국 대통령에 당선되자 청와대 경제수석실 산하 산업정책비서관실 선임행정관(2급 이사관급 상당)에 임명되었다.

## 학력
- 제천고등학교 졸업
- 1982~1986 충북대학교 국어국문학 학사

## 경력
- 1986년 민주화운동협의회 충북지회 상임위원
- 1988년 청주민주운동청년연합 사무국장
- 1992년 통일시대국민회의 집행위원
- 2002년 새천년민주당 충청북도당 대변인
- 제17~19대 국회 노영민 의원실 보좌관
- 국회 교섭단체 정책연구위원회 민주당 정책연구위원
- 2011년 7월 4일~2012년 5월: 국회 정책연구위원회 위원[2]
- 2011년~2012년: 민주당·민주통합당 원내수석부대표(노영민) 정무 특보[2]
- 2016년~2017년: 정세균 국회의장 비서관
- 2017년 4월~2017년 5월: 제19대 대통령 선거 더불어민주당 문재인 대통령 후보 중앙선거대책본부 조직본부 부본부장
- 2017년 6월 10일[3]~2017년 11월 3일: 문재인 정부 대통령비서실 경제수석비서관실 산업정책비서관실 선임행정관(이사관급)
- 2017년 11월 6일~2019년 12월 26일: 충청북도 정무부지사
- 2020년 4월 15일: 대한민국 제21대 국회의원 선거 당선(충북 청주시 서원구, 더불어민주당, 초선)
- 2020년 5월~2024년 5월: 더불어민주당 충청북도당 청주시 서원구 지역위원회 위원장
- 2020년 8월 18일~2022년 8월 14일: 더불어민주당 충청북도당 위원장
- 더불어민주당 후쿠시마원전오염수저지 총괄대책위원회 위원
- 2021년 12월~2022년 3월: 제20대 대통령 선거 더불어민주당 이재명 대통령 후보 충청북도 선거대책위원회 공동선거대책위원장단 위원
- 2022년 3월 ~ 2023년 5월: 더불어민주당 원내부대표(소통)
- 2023년 2월 ~ 2024년 5월: 더불어민주당 기본사회위원회 부위원장

### 의정 활동
- 2020년 5월 30일~2024년 5월 29일: 제21대 국회의원(충북 청주시 서원구, 더불어민주당, 초선)
  - 2020.06~2022.05: 제21대 국회 전반기 산업통상자원중소벤처기업위원회 위원
  - 2020.07~2024.05: 국회 미래정책연구회 구성의원
  - 2021.07~2022.05: 제21대 국회 전반기 예산결산특별위원회 위원
  - 2022.04~2023.05: 제21대 국회 전·후반기 국회운영위원회 위원
  - 2022.07~2024.05: 제21대 국회 후반기 산업통상자원중소벤처기업위원회 위원
  - 2022.12~2024.05: 제21대 국회 윤리특별위원회 위원

## 역대 선거 결과
| 실시년도 | 선거   | 대수 | 직책     | 선거구             | 정당         | 득표수    | 득표율          | 순위 | 당락 | 비고 |
| -------- | ------ | ---- | -------- | ------------------ | ------------ | --------- | --------------- | ---- | ---- | ---- |
| 2020년   | 총선   | 21대 | 국회의원 | 충북 청주시 서원구 | 더불어민주당 | 54,118 표 | \| \| 49.85% \| | 1위  |      | 초선 |
|          | 49.85% |      |          |                    |              |           |                 |      |      |      |

## 소속 정당
| 소속 정당 | 소속 정당      | 소속 기간 | 비고      |
| --------- | -------------- | --------- | --------- |
|           | 새천년민주당   | 2000~2003 | 정계 입문 |
|           | 무소속         | 2003      | 탈당      |
|           | 열린우리당     | 2003~2007 | 창당      |
|           | 대통합민주신당 | 2007~2008 | 합당      |
|           | 통합민주당     | 2008      | 합당      |
|           | 민주당         | 2008~2011 | 당명 변경 |
|           | 민주통합당     | 2011~2013 | 합당      |
|           | 민주당         | 2013~2014 | 당명 변경 |
|           | 새정치민주연합 | 2014~2015 | 합당      |
|           | 더불어민주당   | 2015~2017 | 당명 변경 |
|           | 무소속         | 2017~2019 | 탈당      |
|           | 더불어민주당   | 2019~현재 | 복당      |

## 같이 보기
- 이시종
- 노영민
- 문재인
- 설문식
- 청주시 서원구 (선거구)
- 청주시 서원구의 국회의원
- 충청북도 부지사